# Trichopterigia rubripuncta
Trichopterigia rubripuncta är en fjärilsart som beskrevs av Alfred Ernest Wileman 1916. Trichopterigia rubripuncta ingår i släktet Trichopterigia och familjen mätare. Inga underarter finns listade i Catalogue of Life.